# Nūr (Bezirk)

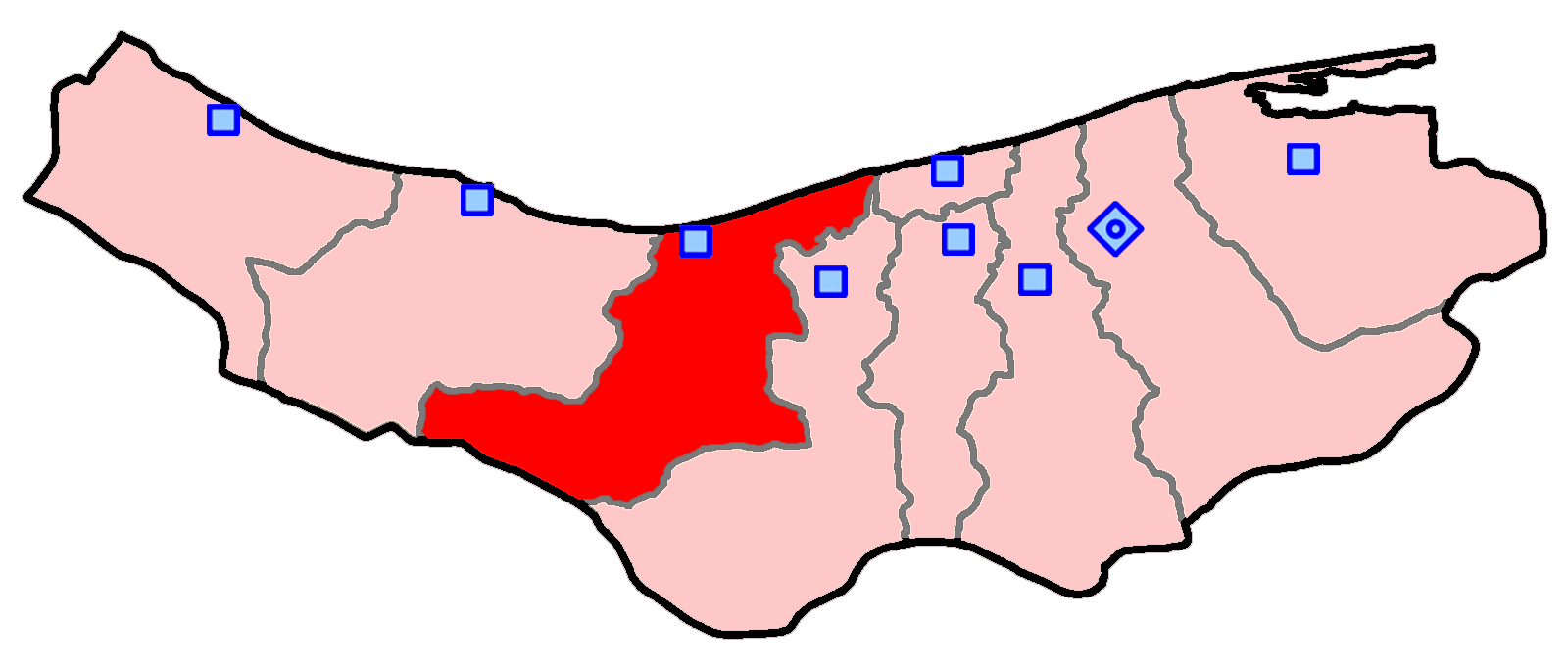
Lage des Bezirks in der Provinz Mazandaran (Iran)

Nūr (persisch/mazanderanisch: شهرستان نور) ist ein Bezirk in der Provinz Mazandaran im Iran. Die Hauptstadt des Bezirks ist Nur. Bei der Volkszählung von 2006 hatte der Bezirk 104.807 Einwohner in 27.699 Familien. Der Bezirk ist in drei Distrikte unterteilt: den Zentraldistrikt, den Distrikt Baladeh und den Distrikt Chamestan. Der Bezirk hat fünf Städte: Nur, Baladeh, Chamestan, Royan und Izadshahr. Die meisten Menschen sprechen Mazandaranischen Dialekt, wobei die meisten auch Persisch sprechen.